# Distretto di Sembabule
Il distretto di Sembabule è un distretto dell'Uganda, situato nella Regione centrale.